# Maison Günter Grass
La maison Günter Grass est un bâtiment et un musée de la vieille ville de Lübeck consacré à l'œuvre littéraire, picturale et sculpturale de Günter Grass, prix Nobel de littérature, qui a vécu près de Lübeck dans sa vieillesse. Le sponsor de la maison, qui a ouvert ses portes en octobre 2002, est la Kulturstiftung Hansestadt Lübeck.

## Facilité
La Maison Günter Grass a été ouverte en 2002 en tant que forum pour la littérature et les arts visuels au Glockengießerstraße 21 à Lübeck. Le musée se concentre sur la recherche et la communication de l'interaction entre la littérature et les arts visuels dans l'œuvre de Grass.

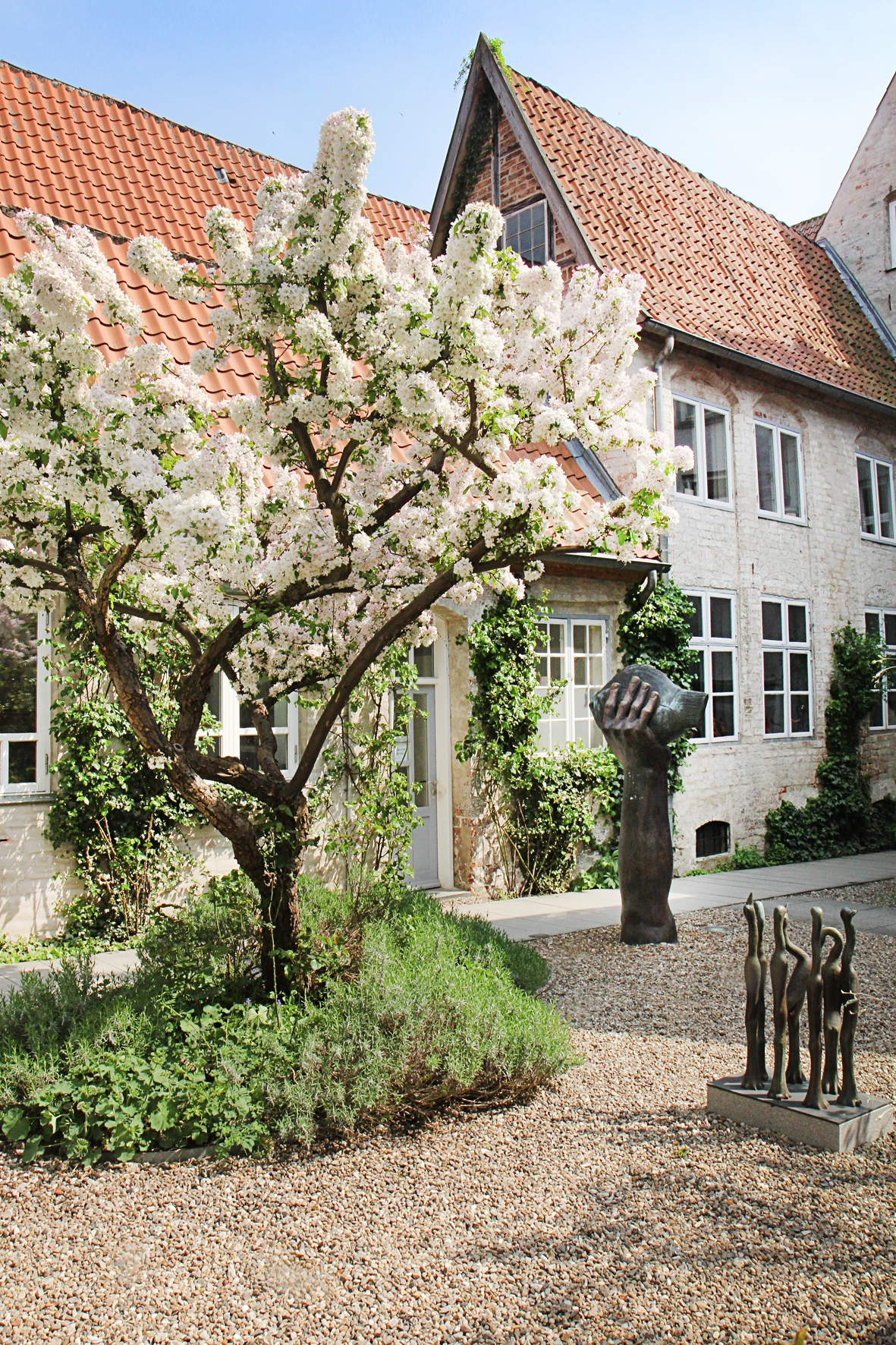
Cour de sculptures avec les sculptures en herbe Der Butt im Griff et Sieben Vögel (2014)

L'écrivain, graphiste, peintre et sculpteur, né à Gdansk en 1927, a vécu près de la ville hanséatique de Behlendorf de 1986 jusqu'à sa mort en 2015 ; son secrétariat et ses archives se trouvaient dans le même bâtiment de la Glockengießerstraße depuis les années 1990. Malgré la proximité spatiale de son homonyme, la maison Günter Grass a fonctionné de manière indépendante d'un point de vue scientifique. Dans les premières années, les historiens de l'art Kai Artinger et Stefanie Wiech étaient responsables. En 2009, le germaniste et historien Jörg-Philipp Thomsa a succédé à Wiech à la tête du musée,.

Après la mort de Grass, la Maison Günter Grass, en coopération avec les Steidl Verlag, a organisé l'événement commémoratif central, qui a eu lieu le 10 mai 2015 au théâtre de Lübeck en présence du président fédéral Joachim Gauck. Le discours principal a été prononcé par l'écrivain John Irving. Helene Grass et Mario Adorf lisent des poèmes du défunt.
À l'occasion du 90e anniversaire de Günter Grass, la maison Günter Grass a organisé un événement festif avec Salman Rushdie, qui était un ami du prix Nobel de littérature, au Palais de la musique et des congrès de Lübeck le 28 novembre 2017. Les participants aux Rencontres littéraires de Lübeck, fondées par Günter Grass, Dagmar Leupold, Eva Menasse, Benjamin Lebert, Fridolin Schley et Tilman Spengler, ont lu un extrait du roman Toute une histoire.

Le parrain de la maison est la Kulturstiftung Hansestadt Lübeck. Le Freundeskreis Günter-Grass-Haus e.V. soutient et encourage le travail du musée. Parmi les membres du cercle d'amis figurent non seulement des citoyens de Lübeck, mais aussi des personnalités publiques telles que Mario Adorf, Günter Netzer, Eva Menasse, Frank-Walter Steinmeier, Volker Schlöndorff, Denis Scheck et Ulrich Wickert.

## Lieu
Le complexe de bâtiments comprenant deux vieilles maisons de ville rénovées dans la Glockengießerstraße est situé en dessous de l'église Sainte-Catherine. La conception a été réalisée par l'architecte de Lübeck, Thomas Schröder-Berkentien, en collaboration avec le Studio Heller, basé à Hambourg. Sur deux étroites parcelles de 50 mètres de long avec une cour médiévale se trouvent les bâtiments avant et arrière avec l'espace d'exposition proprement dit. Dans la cour intérieure, on peut voir dans le jardin des sculptures des œuvres de Grass comme la sculpture Der Butt im Griff. Chaque année en été, un grand festival pour enfants avec des thèmes changeants et la Nuit des musées de Lübeck ont lieu ici. Le jardin arrière du musée, où l'on peut également voir des sculptures de Günter Grass, est en relation avec la maison Willy Brandt de Lübeck, ouverte en 2007, qui est une antenne de la Bundeskanzler-Willy-Brandt-Stiftung dans la Königstraße.

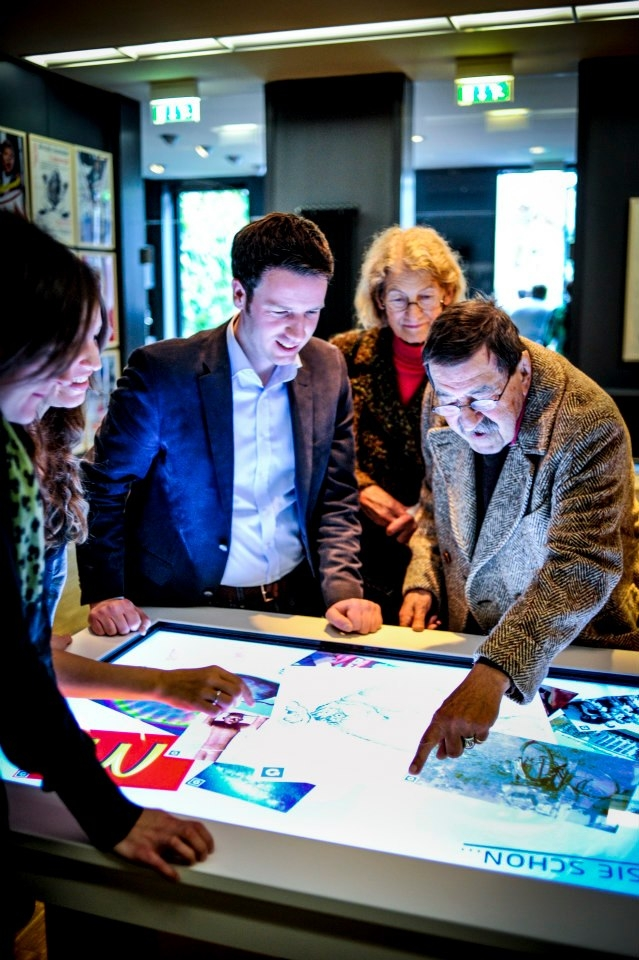
Le directeur du musée Jörg-Philipp Thomsa avec Ute et Günter Grass (2014)

## Collection
Pour la recherche interdisciplinaire, le musée dispose d'une collection de plus de 1 400 dessins originaux, lithographies, aquarelles et gravures, ainsi que de nombreux manuscrits provenant de la succession de l'artiste. En 2016, l'ensemble de la collection a été numérisé.
En mai 2018, la maison Günter Grass a acquis 33 peintures anciennes de Günter Grass. Le lot acheté comprend des études de nu, des portraits, des aquarelles, des dessins à l'encre et une impression de ce qui est probablement la seule gravure sur bois de l'artiste.
Le musée a acquis les versions manuscrites complètes des œuvres autobiographiques Pelures d'oignon (2006) et Agfa box. Histoires de chambre noire (2008) en décembre 2020.